# تپه ماران
تپه ماران مربوط به هزاره سوم قبل از میلاد - دوره ایلخانی است و در شهرستان سرپل ذهاب، بخش مرکزی، دهستان دشت ذهاب، زیر بافت روستای تپه ماران واقع شده و این اثر در تاریخ ۲۶ اسفند ۱۳۸۷ با شمارهٔ ثبت ۲۵۴۵۶ به‌عنوان یکی از آثار ملی ایران به ثبت رسیده است.